# 대한민국 행정중심복합도시건설청
행정중심복합도시건설청(行政中心複合都市建設廳)은 행정중심복합도시 건설업무를 효율적으로 추진하기 위하여 설치한 대한민국의 중앙행정기관이다. 청장은 차관급 정무직공무원으로, 차장은 고위공무원단 가등급에 속하는 일반직공무원으로 보한다.
세종특별자치시의 첫 마을 입주가 이루어지자 입주민들을 대상으로 하여 각종 지원 정책을 제공하였으며, 세종특별자치시청이 정식 출범하기 전까지 세종특별자치시의 행정업무를 대행했다. 행복청은 세종시청이 개설된 이후에도 행정중심복합도시가 완공될 때까지 계속 운영하며, 지방자치단체 출범 이후에는 행정업무를 제외한 도시건설 및 계획 정책의 시행과 관리를 담당하고 있다.

## 소관 사무
- 행정중심복합도시 건설사업의 총괄·조정에 관한 사무
- 예정지역 안에서의 행위허가에 관한 사무
- 예정지역·주변지역에 대한 도시계획의 수립에 관한 사무
- 주변지역 지원사업 계획의 수립에 관한 사무
- 광역도시계획·기본계획 및 개발계획의 수립 및 실시계획의 승인에 관한 사무
- 조성토지 공급계획의 승인에 관한 사무
- 선수금의 승인에 관한 사무
- 준공검사에 관한 사무
- 행정중심복합도시건설특별회계의 관리·운용에 관한 사무
- 행정중심복합도시건설추진위원회의 사무지원 등에 관한 사무

## 연혁
- 2005년 4월 7일: 대통령 직속 행정중심복합도시건설추진위원회를 설치.
- 2006년 1월 1일: 건설교통부의 외청으로 행정중심복합도시건설청을 설치.[4]
- 2007년 7월 20일: 행정중심복합도시 기공식 개최.
- 2008년 2월 29일: 국토해양부의 외청으로 소속 변경.[5]
- 2012년 2월 16일: 서울특별시 세종로 정부중앙청사에 세종시이전공무원상담센터 개소.[6]
- 2012년 12월 17일: 정부세종청사의 신청사로 이전.
- 2013년 3월 23일: 국토교통부의 외청으로 소속 변경.[7]

## 조직
| 국                 | 담당관실·과                                                                |
| 청장 산하 하부조직 | 청장 산하 하부조직                                                         |
| ------------------ | -------------------------------------------------------------------------- |
|                    | 대변인실                                                                   |
| 차장 산하 하부조직 |                                                                            |
| 기획조정관실       | 기획재정담당관실ㆍ혁신행정담당관실                                         |
|                    | 운영지원과                                                                 |
| 도시계획국         | 도시정책과ㆍ도시성장촉진과ㆍ도시공간건축과ㆍ녹색에너지환경과ㆍ스마트도시팀 |
| 시설사업국         | 사업관리총괄과ㆍ교통계획과ㆍ광역도로과ㆍ공공청사기획과ㆍ공공시설건축과     |

## 정원
행정중심복합도시건설청에 두는 공무원의 정원은 다음과 같다.
| 총계      | 총계              | 147명 |
| --------- | ----------------- | ----- |
| 정무직 계 | 정무직 계         | 1명   |
|           | 청장              | 1명   |
|           |                   |       |
| 일반직 계 | 일반직 계         | 146명 |
|           | 고위공무원단      | 4명   |
|           | 3급 이하 5급 이상 | 65명  |
|           | 6급 이하          | 77명  |

## 재정
총수입·총지출 기준 2023년 재정 규모는 다음과 같다.
| 구분                          | 세입예산       | 작년 대비 증감 |
| ----------------------------- | -------------- | -------------- |
| 행정중심복합도시건설 특별회계 | 44억 2200만 원 | +6.81%         |
| 합계                          | 44억 2200만 원 | +6.81%         |

| 구분                          | 구분       | 세출예산         | 작년 대비 증감 |
| ----------------------------- | ---------- | ---------------- | -------------- |
| 행정중심복합도시건설 특별회계 | 지역및도시 | 2234억 3400만 원 | -44.67%        |
| 합계                          | 합계       | 2234억 3400만 원 | -44.67%        |

## 성격
행정중심복합도시건설청은 행정중심복합도시 건설을 위해 설치된 관서로서 예산 회계법상 중앙행정기관으로 분류된다. 그러나 관할범위가 세종특별자치시에만 국한된 행정중심복합도시에 불과하므로 전국을 관할하는 부서를 명시한 정부조직법에서 중앙행정기관으로 명시되지 않는 특수성을 가진다. 이에 상황에 따라 중앙행정기관으로 분류하기도 하고 분류하지 않기도 한다.

## 같이 보기
- 행정중심복합도시건설청장
- 행정중심복합도시건설청 차장
- 행정중심복합도시
- 세종특별자치시

### 내용주
1. ↑  개방형 직위.
2. ↑  2023년 12월 31일까지 존속하는 한시조직.
3. ↑  2025년 6월 30일까지 존속하는 한시조직.
4. ↑  한시정원 3명 포함.
5. ↑  한시정원 8명 포함.

### 참조주
1. 1 2  「행정중심복합도시건설청 직제」 별표 2·별표 3·별표 4
2. ↑  기획재정부. “열린재정 > 재정연구분석 > 재정분석통계 > 예산편성현황(총수입)”. 《열린재정》. 2023년 1월 6일에 확인함.
3. ↑  기획재정부. “열린재정 > 재정연구분석 > 재정분석통계 > 세목 예산편성현황(총지출)”. 《열린재정》. 2023년 1월 6일에 확인함.
4. ↑  법률 제7391호
5. ↑  법률 제8869호
6. ↑  이은파 (2012년 2월 16일). “정부청사에 '세종시 이전공무원 상담센터' 개소”. 《연합뉴스》. 2012년 2월 19일에 확인함.
7. ↑  법률 제11690호